# Sean Safo-Antwi
Sean Safo-Antwi (né le 31 octobre 1990) est un athlète britannique qui représente le Ghana depuis 2016, spécialiste du sprint.

## Carrière
En 2014, il porte son record sur 100 m à 10 s 14 à Ratisbonne. Il confirme ce temps en 2015 à deux reprises en courant en 10 s 16 à Loughborough puis à Bedford, ce qui lui donne le minima pour les Jeux olympiques de Rio. Le 22 mai 2016, il court en 10 s 18 à Hengelo.

## Palmarès
| Date | Compétition                    | Lieu       | Résultat | Épreuve   | Temps   |
| ---- | ------------------------------ | ---------- | -------- | --------- | ------- |
| 2018 | Championnats du monde en salle | Birmingham | 7e       | 60 m      | 6 s 60  |
| 2019 | Jeux africains                 | Rabat      | 5e       | 100 m     | 10 s 18 |
| 2019 | Jeux africains                 | Rabat      | 1er      | 4 × 100 m | 38 s 30 |
| 2022 | Championnats du monde          | Eugene     | 5e       | 4 × 100 m | 38 s 07 |

## Records
| Épreuve      | Performance | Lieu       | Date           |
| ------------ | ----------- | ---------- | -------------- |
| 100 m        | 10 s 14     | Ratisbonne | 7 juin 2014    |
| 60 m (salle) | 6 s 55      | Mondeville | 6 février 2016 |